# Cadwaladerita
La cadwaladerita es un mineral del grupo de los halogenuros, un hidroxicloruro de aluminio hidratado. Fue descubierto por Samuel G. Gordon en una expefición realizada en 1938 a Cerros Pintados, al SE de Iquique, en Tarapacá (Chile), que consecuentemente es su localidad tipo. Puesto que la expedición fue financiada en parte por Charles Cadwalader, Presidente de la Academia de Ciencias Naturales de Filadelfia, el descubridor propuso su nombre para la especie.
Posteriormente se encontró en el volcán Tolbachik un mineral semejante, que se consideró una especie distinta, y que fue aprobado como tal por la Asociacición Internacional de Mineralogía con el nombre de lesukita. Nuevos estudios demostraron que la lesukita era realmente el mismo mineral que la cadwaladerita, por lo que considerando que el nombre cadwaladerita era anterior, se le dio prioridad, redefiniendo su fórmula, y desacreditando a la lesukita como especie.

## Propiedades físicas y químicas
La cadwaladerita es un mineral amorfo, de color amarillo limón, transparente o traslúcido, soluble en agua e higroscópico. Además de los elementos de la fórmula, contiene pequeñas cantidades de calcio y sodio.

## Yacimientos
La cadwaladerita es un mineral muy raro. Además de en la localidad tipo, en la que se encuentra asociada a halita, se ha encontrado (citada como lesukita) en algunas otras localidades chilenas, como la Barranca del Sulfato, en la Península de Mejillones, y la mina Alcaparrosa , en Calama, en ambos casos en la provincia de Antofagasta. En España se ha encontrado en la mina Ferruginosa, en Cabo de Palos, Cartagena (Murcia).